# Osmoz
Pour l’article ayant un titre homophone, voir Osmose.
Osmoz est un site web consacré au parfum. Édité en quatre langues (français, anglais, espagnol et portugais/brésilien), Osmoz existe depuis 2001.

## Historique
Le site Osmoz est créé en mars 2001 par le parfumeur suisse Firmenich, qui le présente alors comme « le premier portail thématique dédié au parfum ». Destiné aux amateurs de parfums, voire « à tout ce qui est olfactif », le site comporte une partie encyclopédique, fournissant des informations sur l'histoire des produits, leur composition et leur note olfactive, ainsi que des listes de marques et de parfums et des jeux. Le projet est financé par des annonceurs, tant par l'insertion de bannières publicitaires que par des campagnes destinées aux membres du club. Le site est animé par une équipe basée à Paris, composée de huit salariés, augmentés de free-lances, et dirigée par Céline Verleure. Il est estimé coûter entre 5 et 8 millions de dollars par an et vise l'équilibre dans un délai de trois ans après sa création.
Un an plus tard, le périodique Cosmetics note qu'il existe plusieurs sites dédiés aux amateurs de parfum, parmi lesquels Osmoz est décrit comme « un autre site informatif et distrayant […] comportant des nouvelles sur le lancement de nouveaux parfums, des jeux et de la lecture intéressante sur les huiles essentielles, les parfumeurs et l'industrie en général ». En 2004, Women's Wear Daily relève l'utilisation par Firmenich des données obtenues grâce à Osmoz dans le cadre d'une étude menée conjointement avec son client Sephora « de 5 000 clients qui se sont enregistrés sur Osmoz ou détiennent des cartes de fidélité Sephora »,. La même année, Armand de Villoutreys, le président de Firmenich, évoque Osmoz à propos des tests de nouveaux produits,. En 2005, selon Women's Wear Daily, Firmenich conduit « plus de 12 000 d'entretiens à travers Osmoz » et confirme l'intérêt de cette approche « pour mieux comprendre les clients ». En 2006, le site compte 240 000 membres. En 2008, la partie « encyclopédique » du site compte 2 500 pages. Firmenich lance alors une nouvelle version du site, « OsMoz.com version 2.0 », ainsi qu'une version plus condensée, conçue spécialement pour Iphone et permettant, grâce à la géolocalisation, de trouver une boutique de parfumerie. Selon le New York Times, le site prétend alors avoir 300 000 membres. La version mobile du site obtient un Fifi award en 2011. 
Depuis 2012, la gestion du site est externalisée et confiée à l'agence The Twelve. En 2015, le site web est cédé à l'agence digitale Adveris.